# Эдафон
Эдафо́н (от др.-греч. ἔδᾰφος, ἔδᾰφεος — основание, дно; земля, почва) — совокупность всех живых существ, населяющих почву (грибы, водоросли, бактерии, черви и членистоногие и др.). Термин введён немецким биологом Р. Франсе в 1921 году. В зависимости от размера организмов выделяют наноэдафон, микроэдафон, мезоэдафон и макроэдафон. В составе мезоэдафона различают постоянных обитателей почвы (мезогеобий) и обитателей поверхности почвы и подстилки (мезогерпетобий).
Большую роль в составе эдафона играют микроорганизмы, деятельность которых обеспечивает круговорот органических веществ, фиксацию азота и многие другие процессы, протекающие в почвах.
Организмы эдафона принадлежат к различным систематическим группам. Самыми многочисленными в видовом отношении и по биомассе является микроорганизмы, грибы и беспозвоночные. Влияние эдафона на жизнь почвы велико и состоит в разложении органических веществ, гумификации, изменение физических свойств субстрата и т. д.
Эдафические факторы — почвенные условия, влияющие на жизнь организмов (плодородие почвы, его увлажнённость, кислотность (pH), содержание солей, физическое состояние).